# Issakar
I Bibelen er Issakar den niende af patriarken Jakobs tolv sønner, og en af de tolv stammer. Navnet Issakar betyder på Hebraisk (hebraisk: יִשָּׂשׁכָר) "belønning", ligesom det står: Og Lea sagde: "Gud har lønnet mig, fordi jeg gav min Mand min Trælkvinde." Derfor gav hun ham Navnet Issakar. (Første Mosebog 30:18).